# Hofsós
Hofsós is een kleine plaats (ongeveer 170 inwoners in 2013) in de regio Norðurland vestra in het noorden van IJsland. Hofsós vormt samen met de stad Sauðárkrókur en de plaatsjes Varmahlíð en Fljót de gemeente Skagafjörður. Hofsós is een van de oudste handelsplaatsen van IJsland. Er is een goede natuurlijke haven aanwezig waardoor Hofsós dan ook een van de oudste commerciële havens van het land heeft die uit de zestiende eeuw dateert. De visserij was lange tijd de belangrijkste economische tak maar de laatste tijd neemt het belang van het toerisme toe. Een van de toeristische attracties van Hofsós is de tentoonstelling in het oude Pakkhúsið (Het pakhuis) over het eiland Drangey dat zo'n belangrijke rol speelde in de saga van Grettir de Sterke. Naast dit huis kun je de Hofsá rivier met een bruggetje oversteken. Daarnaast is er een uitgebreid centrum voor genealogische studies van met name immigranten die naar Canada vertrokken zijn. Aan de kust bevinden zich een aantal fraaie basaltformaties.

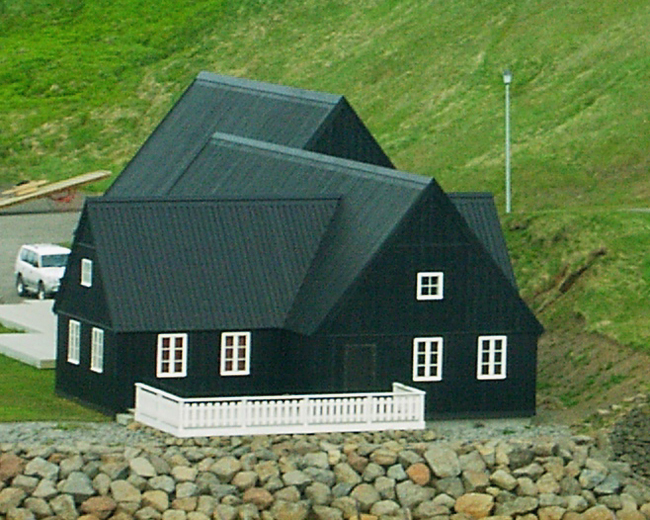
Het Pakkhúsið in Hofsós.
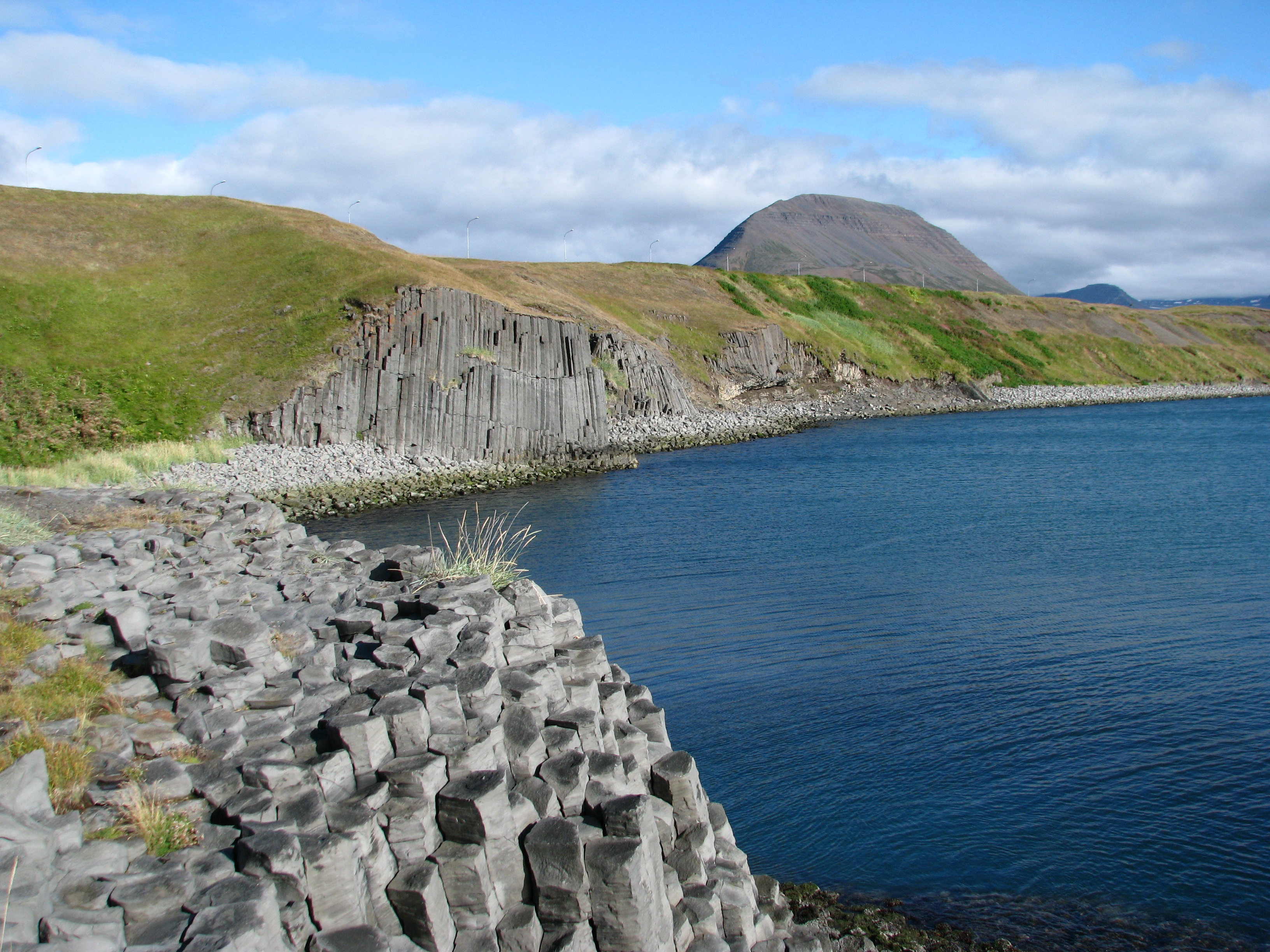
Basaltformaties aan de kust.